# 闵智亭
闵智亭（1924年5月5日—2004年1月3日），号玉溪道人，男，河南南召人，中国道士。曾任中国道教协会会长，中国道教学院院长，全国政协常务委员。

## 生平
1942年因为日本侵略中国而辍学并出家，投奔华山毛女洞出家修道，拜师刘礼仙道长，成为全真华山派道士。精于书画，并于西湖之畔，向新浙派琴人徐元白习琴。

## 著作
主要著作有《道教仪范》、《五祖七真传》和《全真经韵谱辑》，并給《高上玉皇心印經》做注解。